# 웨브 스쿨
웨브 스쿨(The Webb School)은 서니 웨브에 의해 1870년에 테네시주 벨 버클이라는 도시에 설립된 기숙/통학 중고등학교이다. 6학년부터 12학년까지 커리큘럼을 제공하며 총 320명의 학생들이 재학 중에 있다. 기숙학생은 총 학생수의 약 1/3을 차지하며, 대부분 아시아계인 국제학생 수는 전체 학생수의 1/10을 차지한다.